# Cerradomys akroai
Cerradomys akroai és una espècie de mamífer rosegador de la família dels cricètids. És endèmic de l'estat de Tocantins (centre del Brasil). Té una llargada de cap a gropa de 111-140 mm i una cua de 149-162 mm. El seu hàbitat natural és el cerrado. Com que fou descoberta fa poc, l'estat de conservació d'aquesta espècie encara no ha estat avaluat formalment.
L'espècie fou anomenada en honor dels akroá, un grup amerindi que desaparegué al segle xix.